# Pseudophryne major
Espèce
Statut de conservation UICN

 LC  : Préoccupation mineure
Pseudophryne major est une espèce d'amphibiens de la famille des Myobatrachidae.

## Répartition
Cette espèce est endémique des régions côtières de l'Est du Queensland en Australie.

## Description

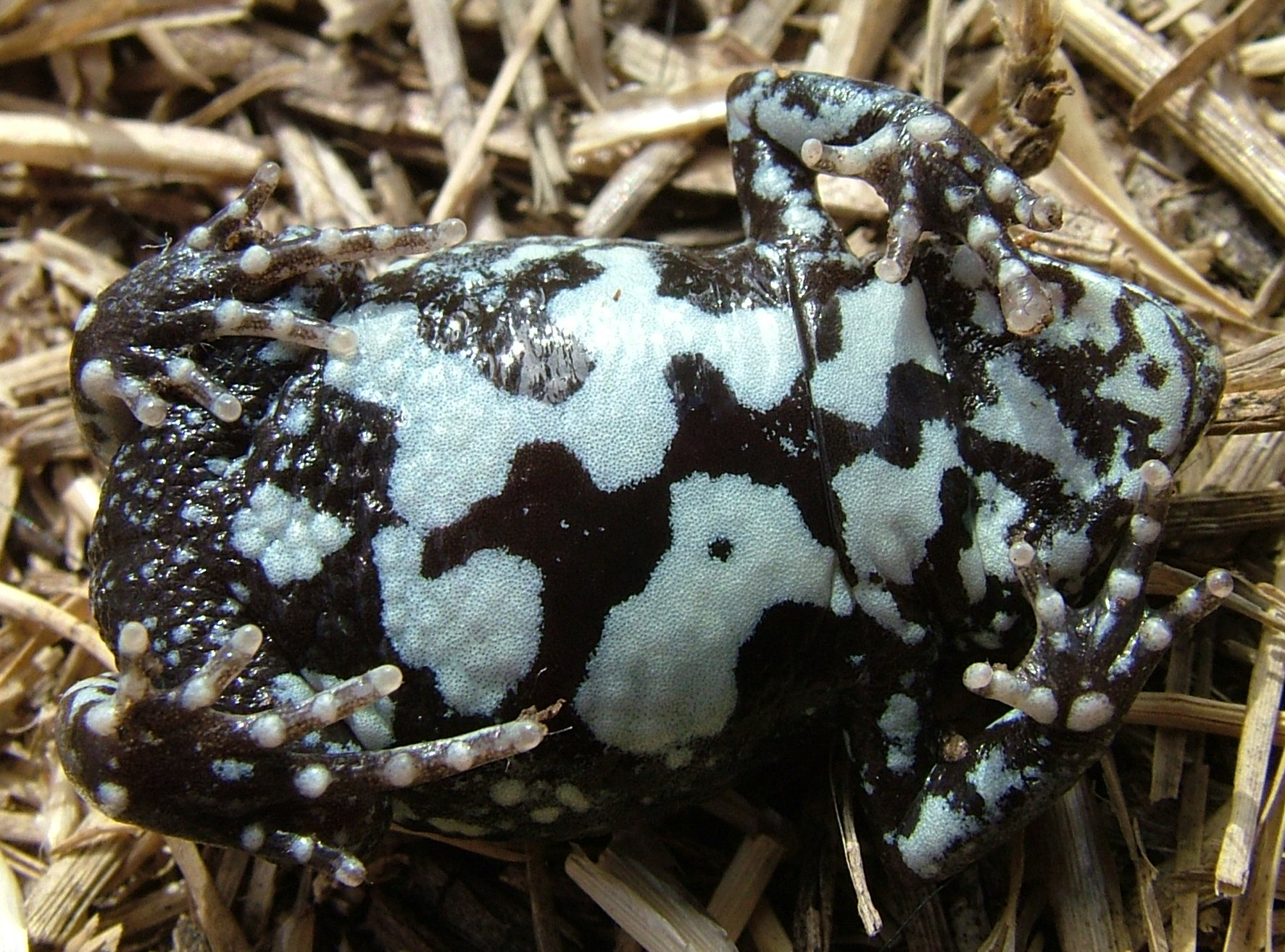
Pseudophryne major, face ventrale

Pseudophryne major mesure jusqu'à 40 mm. Son dos est brun-roux avec des marbrures sombres et une bande rouge au milieu du dos. Ses aisselles présentent une tache jaune doré. Les côtés de ses membres sont gris bleuté. Son ventre est brun foncé ou noir avec des marbrures blanchâtres.
La reproduction a lieu en fin d'été, en automne, voire en tout début d'hiver. Les œufs sont déposés dans de petites dépressions, sous des pierres ou des buches. Ils éclosent lorsque les fortes pluies y créent de petites mares. Les têtards se développent en 3 à 7 mois.

## Étymologie
Son nom d'espèce, du latin major, « grand », lui a été donné en référence à sa taille comparativement aux autres espèces du genre Pseudophryne.

## Publication originale
- Parker, 1940 : The Australasian frogs of the family Leptodactylidae. Novitates Zoologicae, vol. 42, no 1, p. 1-107 (texte intégral).